# 宜兰小鳖甲蜗牛
宜兰小鳖甲蜗牛（学名：Discoconulus lamprobasis），是柄眼目鳖甲蜗牛科Discoconulus的一种。主要分布于台湾，常栖息在中低海拔山区落叶堆下。